# MSP430

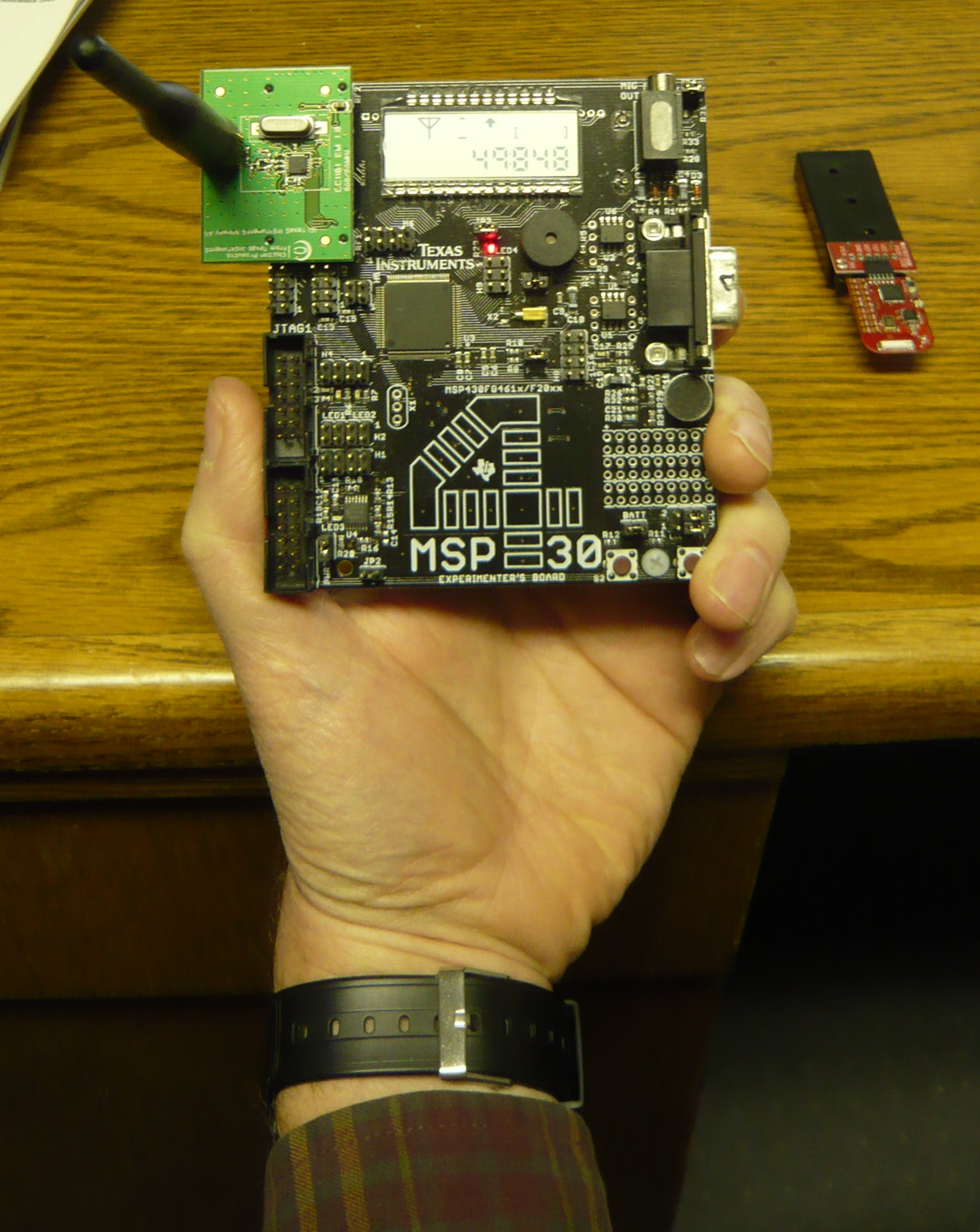
MSP430

MSP430 — семейство 16-разрядных микроконтроллеров фирмы Texas Instruments.

## История создания и особенные характеристики
Первый контроллер с аббревиатурой MSP430 появился в 1992 году. Texas Instruments заявил о стремлении создать микроконтроллер с системой команд, близкой к популярной в 70-х—80-х годах архитектуре PDP-11.
Ядро MSP430 16-битное. Систему команд постарались сделать максимально ортогональной с разнообразными способами адресации. Ортогональность системы команд означает, что в любой команде может использоваться любой способ адресации операнда: константа, прямой из регистра или памяти, косвенный и т. п.
В момент рождения семейства основной упор был сделан на снижение энергопотребления. Однако с тех пор экономия энергии стала идеей-фикс электронной техники, и MSP430 активно теснят на этом пьедестале другие производители со своими архитектурами.
Ключевым отличием и «визитной карточкой» семейства MSP430 является возможность тактировать любой модуль периферии асинхронно от ядра. В подавляющем большинстве однокристальных микроконтроллеров периферия синхронна с ядром (за исключением отдельных специальных узлов). Такая особенность позволяет гибко управлять скоростью (а значит, и потреблением) каждого модуля. Кроме того, уникальным является также модуль USB интерфейса: он имеет отдельный домен питания, что упрощает разработку батарейных приборов с USB-интерфейсом.
Сегодня семейство MSP430 предлагает широкую гамму однокристальных микроконтроллеров с объёмом флеш-памяти от единиц до 512 килобайт и ОЗУ до 64 килобайт. Тактовые частоты ядра — до 25 МГц.

## Система команд MSP430
MSP430 имеет фоннеймановскую архитектуру, с единым адресным пространством для команд и данных. Память может адресоваться как побайтово, так и пословно. Порядок хранения 16-разрядных слов — от младшего к старшему (англ. little-endian).
Процессор содержит 16 16-разрядных ортогональных регистров. Регистр R0 используется как программный счетчик (англ. Program Counter — PC), регистр R1 как указатель стека (англ. Stack Pointer — SP), регистр R2 как регистр статуса (англ. Status Register — SR), а R3 как специальный регистр, именуемый «генератор констант» (англ. Constant Generator — CG), R2 также может использоваться в качестве генератора констант. Генератор констант используется для сокращения общей длины команды вследствие неявного представления константы в коде операции. Регистры с R4 по R15 используются как регистры общего назначения.
Набор инструкций очень простой и представлен 27 инструкциями, 24 эмулированными инструкциями. Инструкции имеют как 8-битную (байт), так и 16-битную (слово) форму обработки операндов. Бит B/W управляет этим признаком.
| 15     | 14     | 13     | 12      | 11      | 10      | 9                        | 8                        | 7                        | 6                        | 5                        | 4                        | 3                        | 2                        | 1                        | 0                        | Команда                                                                      |
| ------ | ------ | ------ | ------- | ------- | ------- | ------------------------ | ------------------------ | ------------------------ | ------------------------ | ------------------------ | ------------------------ | ------------------------ | ------------------------ | ------------------------ | ------------------------ | ---------------------------------------------------------------------------- |
| 0      | 0      | 0      | 1       | 0       | 0       | opcode                   | opcode                   | opcode                   | B/W                      | As                       | As                       | register                 | register                 | register                 | register                 | Однооперандные команды                                                       |
| 0      | 0      | 0      | 1       | 0       | 0       | 0                        | 0                        | 0                        | B/W                      | As                       | As                       | register                 | register                 | register                 | register                 | RRC Вращение вправо через перенос                                            |
| 0      | 0      | 0      | 1       | 0       | 0       | 0                        | 0                        | 1                        | 0                        | As                       | As                       | register                 | register                 | register                 | register                 | SWPB Обмен байтов                                                            |
| 0      | 0      | 0      | 1       | 0       | 0       | 0                        | 1                        | 0                        | B/W                      | As                       | As                       | register                 | register                 | register                 | register                 | RRA Вращение вправо арифметическое                                           |
| 0      | 0      | 0      | 1       | 0       | 0       | 0                        | 1                        | 1                        | 0                        | As                       | As                       | register                 | register                 | register                 | register                 | SXT Расширение знака байта до слова                                          |
| 0      | 0      | 0      | 1       | 0       | 0       | 1                        | 0                        | 0                        | B/W                      | As                       | As                       | register                 | register                 | register                 | register                 | PUSH Опустить операнд в стек                                                 |
| 0      | 0      | 0      | 1       | 0       | 0       | 1                        | 0                        | 1                        | 0                        | As                       | As                       | register                 | register                 | register                 | register                 | CALL Вызов подпрограммы; сохранить PC в стеке и загрузить PC новым значением |
| 0      | 0      | 0      | 1       | 0       | 0       | 1                        | 1                        | 0                        | 0                        | 0                        | 0                        | 0                        | 0                        | 0                        | 0                        | RETI Возврат из прерывания; Извлечь SR и PC из стека                         |
| 0      | 0      | 1      | условие | условие | условие | 10-бит знаковое смещение | 10-бит знаковое смещение | 10-бит знаковое смещение | 10-бит знаковое смещение | 10-бит знаковое смещение | 10-бит знаковое смещение | 10-бит знаковое смещение | 10-бит знаковое смещение | 10-бит знаковое смещение | 10-бит знаковое смещение | Условный переход; PC = PC + 2×offset                                         |
| 0      | 0      | 1      | 0       | 0       | 0       | 10-бит знаковое смещение | 10-бит знаковое смещение | 10-бит знаковое смещение | 10-бит знаковое смещение | 10-бит знаковое смещение | 10-бит знаковое смещение | 10-бит знаковое смещение | 10-бит знаковое смещение | 10-бит знаковое смещение | 10-бит знаковое смещение | JNE/JNZ Переход, если не_равно/не_ноль                                       |
| 0      | 0      | 1      | 0       | 0       | 1       | 10-бит знаковое смещение | 10-бит знаковое смещение | 10-бит знаковое смещение | 10-бит знаковое смещение | 10-бит знаковое смещение | 10-бит знаковое смещение | 10-бит знаковое смещение | 10-бит знаковое смещение | 10-бит знаковое смещение | 10-бит знаковое смещение | JEQ/JZ Переход, если равно/ноль                                              |
| 0      | 0      | 1      | 0       | 1       | 0       | 10-бит знаковое смещение | 10-бит знаковое смещение | 10-бит знаковое смещение | 10-бит знаковое смещение | 10-бит знаковое смещение | 10-бит знаковое смещение | 10-бит знаковое смещение | 10-бит знаковое смещение | 10-бит знаковое смещение | 10-бит знаковое смещение | JNC/JLO Переход, если не_перенос/ниже (беззнаковое сравнение)                |
| 0      | 0      | 1      | 0       | 1       | 1       | 10-бит знаковое смещение | 10-бит знаковое смещение | 10-бит знаковое смещение | 10-бит знаковое смещение | 10-бит знаковое смещение | 10-бит знаковое смещение | 10-бит знаковое смещение | 10-бит знаковое смещение | 10-бит знаковое смещение | 10-бит знаковое смещение | JC/JHS Переход, если перенос/выше или то же (беззнаковое сравнение)          |
| 0      | 0      | 1      | 1       | 0       | 0       | 10-бит знаковое смещение | 10-бит знаковое смещение | 10-бит знаковое смещение | 10-бит знаковое смещение | 10-бит знаковое смещение | 10-бит знаковое смещение | 10-бит знаковое смещение | 10-бит знаковое смещение | 10-бит знаковое смещение | 10-бит знаковое смещение | JN Переход, если отрицательный                                               |
| 0      | 0      | 1      | 1       | 0       | 1       | 10-бит знаковое смещение | 10-бит знаковое смещение | 10-бит знаковое смещение | 10-бит знаковое смещение | 10-бит знаковое смещение | 10-бит знаковое смещение | 10-бит знаковое смещение | 10-бит знаковое смещение | 10-бит знаковое смещение | 10-бит знаковое смещение | JGE Переход, если больше_или_равно                                           |
| 0      | 0      | 1      | 1       | 1       | 0       | 10-бит знаковое смещение | 10-бит знаковое смещение | 10-бит знаковое смещение | 10-бит знаковое смещение | 10-бит знаковое смещение | 10-бит знаковое смещение | 10-бит знаковое смещение | 10-бит знаковое смещение | 10-бит знаковое смещение | 10-бит знаковое смещение | JL Переход, если меньше                                                      |
| 0      | 0      | 1      | 1       | 1       | 1       | 10-бит знаковое смещение | 10-бит знаковое смещение | 10-бит знаковое смещение | 10-бит знаковое смещение | 10-бит знаковое смещение | 10-бит знаковое смещение | 10-бит знаковое смещение | 10-бит знаковое смещение | 10-бит знаковое смещение | 10-бит знаковое смещение | JMP Переход (непосредственный)                                               |
| opcode | opcode | opcode | opcode  | source  | source  | source                   | source                   | Ad                       | B/W                      | As                       | As                       | destination              | destination              | destination              | destination              | Двухоперандная арифметика                                                    |
| 0      | 1      | 0      | 0       | source  | source  | source                   | source                   | Ad                       | B/W                      | As                       | As                       | destination              | destination              | destination              | destination              | MOV Переслать источник в приёмник                                            |
| 0      | 1      | 0      | 1       | source  | source  | source                   | source                   | Ad                       | B/W                      | As                       | As                       | destination              | destination              | destination              | destination              | ADD Прибавить источник к приёмнику                                           |
| 0      | 1      | 1      | 0       | source  | source  | source                   | source                   | Ad                       | B/W                      | As                       | As                       | destination              | destination              | destination              | destination              | ADDC Прибавить источник_и_перенос к приёмнику                                |
| 0      | 1      | 1      | 1       | source  | source  | source                   | source                   | Ad                       | B/W                      | As                       | As                       | destination              | destination              | destination              | destination              | SUBC Вычесть источник из приёмника (с переносом)                             |
| 1      | 0      | 0      | 0       | source  | source  | source                   | source                   | Ad                       | B/W                      | As                       | As                       | destination              | destination              | destination              | destination              | SUB Вычесть источник из приёмника                                            |
| 1      | 0      | 0      | 1       | source  | source  | source                   | source                   | Ad                       | B/W                      | As                       | As                       | destination              | destination              | destination              | destination              | CMP Сравнить (операцией вычитания) источник с приёмником                     |
| 1      | 0      | 1      | 0       | source  | source  | source                   | source                   | Ad                       | B/W                      | As                       | As                       | destination              | destination              | destination              | destination              | DADD Decimal Десятичное сложение источника и приёмника (с переносом)         |
| 1      | 0      | 1      | 1       | source  | source  | source                   | source                   | Ad                       | B/W                      | As                       | As                       | destination              | destination              | destination              | destination              | BIT Проверка битов (операцией AND) источника и приёмника                     |
| 1      | 1      | 0      | 0       | source  | source  | source                   | source                   | Ad                       | B/W                      | As                       | As                       | destination              | destination              | destination              | destination              | BIC Битовая очистка (dest &= ~src)                                           |
| 1      | 1      | 0      | 1       | source  | source  | source                   | source                   | Ad                       | B/W                      | As                       | As                       | destination              | destination              | destination              | destination              | BIS Битовая установка (logical OR)                                           |
| 1      | 1      | 1      | 0       | source  | source  | source                   | source                   | Ad                       | B/W                      | As                       | As                       | destination              | destination              | destination              | destination              | XOR Исключающее или источника с приёмником                                   |
| 1      | 1      | 1      | 1       | source  | source  | source                   | source                   | Ad                       | B/W                      | As                       | As                       | destination              | destination              | destination              | destination              | AND Логический AND источника с приёмником (dest &= src)                      |

Все инструкции 16-битные. 4 способа адресации операнда, определены в 2 битах как As поле.
Поле As — регистровый, индексный, косвенный-регистровый, косвенно-регистровый с постдекрементом. Поле Ad определяет два способа адресации — регистровый и индексный.
| As                                                                | Регистр | Синтаксис | Описание |
| ----------------------------------------------------------------- | ------- | --------- | --- |
| 00                                                                | n       | Rn        | Регистровый. Операнд — содержимое одного из регистров из Rn                                                                                            |
| 01                                                                | n       | x(Rn)     | Индексный. Операнд находится в памяти по адресу Rn+x. X-слово находится после текущей команды                                                          |
| 10                                                                | n       | @Rn       | Косвенный регистровый. Операнд находится в памяти по адресу, который содержится в регистре Rn                                                          |
| 11                                                                | n       | @Rn+      | Косвенный регистровый с автоинкрементом. В зависимости от значения разряда B/W значение регистра Rn увеличивается после выполнения операции на 1 или 2 |
| Режимы адресации при использовании R0 (PC)                        |         |           | |
| 01                                                                | 0 (PC)  | LABEL     | Относительный(символьный). Операнд x (PC) в памяти по адресу PC+x                                                                                      |
| 11                                                                | 0 (PC)  | #x        | Непосредственный. @PC+ Адрес операнда из х-слова, находящегося после текущей команды                                                                   |
| Использование R2 (SR) и R3 (CG), специальный способ декодирования |         |           | |
| 01                                                                | 2 (SR)  | &LABEL    | Абсолютный. Операнд в памяти по адресу, взятому из x                                                                                                   |
| 10                                                                | 2 (SR)  | #4        | Константа 4 |
| 11                                                                | 2 (SR)  | #8        | Константа 8 |
| 00                                                                | 3 (CG)  | #0        | Константа 0 |
| 01                                                                | 3 (CG)  | #1        | Константа 1 при байтовых операциях |
| 10                                                                | 3 (CG)  | #2        | Константа 2 |
| 11                                                                | 3 (CG)  | #-1       | Константа −1 или 0xFFFF |

## Мнемоника эмулируемых команд
Другие команды, поддерживаемые ассемблером MSP430, образуются из основных и именуются эмулируемыми (способ получения — в скобках). Общее число поддерживаемых ассемблером эмулируемых команд — 24:
1. CLRZ — очистка флага Z регистра состояния процессора (PSW) (BIC #2,SR).
2. CLRN — очистка флага N регистра состояния процессора (PSW) (BIC #4,SR).
3. CLRC — очистка флага C регистра состояния процессора (PSW) (BIC #1,SR).
4. SETZ — установка флага Z регистра состояния процессора (PSW) (BIS #2,SR).
5. SETN — установка флага N регистра состояния процессора (PSW) (BIS #4,SR).
6. SETC — установка флага C регистра состояния процессора (PSW) (BIS #1,SR).
7. EINT — разрешение прерываний (BIC #8,SR).
8. DINT — запрещение прерываний (BIS #8,SR).
9. CLR dst — очистка операнда (MOV #0,dst).
10. TST dst — проверка операнда на ноль (CMP #0,dst).
11. INV dst — инвертирование битов операнда (XOR #-1,dst).
12. ADC dst — прибавление переноса к операнду (ADDC #0,dst).
13. DADC dst — десятичное сложение переноса с получателем (DADD #0,dst).
14. SBC dst — вычитание переноса из операнда (SUBC #0,dst).
15. INC dst — инкремент операнда (ADD #1,dst).
16. DEC dst — декремент операнда (SUB #1,dst)
17. INCD dst — увеличение на 2 операнда (ADD #2,dst).
18. DECD dst — уменьшение на 2 операнда (SUB #2,dst).
19. RLA dst — сдвиг влево операнда, флаг переноса заполняется из старшего бита, а младший бит — результата −0 (ADD dst, dst).
20. RLC dst — сдвиг влево операнда с использованием переноса (ADDC dst, dst).
21. RET — возврат из подпрограммы (MOV @sp+,pc).
22. POP dst — извлечение операнд из стека (MOV @sp+,dst).
23. BR dst — переход в программе, используя операнд (MOV dst, pc).
24. NOP — нет операции (MOV r3,r3).

Примечание: приведена форма записи команд без указания на тип операндов байт/слово. Имеются и другие возможные операции для формирования задержки выполнения программного кода.
Поддерживаемый формат команд ассемблером в мнемонике имеет указание на тип обрабатываемых данных.

### Компиляторы и ассемблеры
- VisSim/ECD позволяет быстро создать прототип для контроля приложений управляется DSP от Texas Instruments. Для MSP430, VisSim нужно только 740 байт FLASH и 64 байт ЗУПВ для небольших закрытых модуляцией ширины импульса петля (PWM) системы.
- AQ430 Среда разработки для MSP430Fxxxx микроконтроллеров
- CrossWorks С-компилятор MSP430
- компилятор GCC для MSP430 (Свободный C-компилятор)
- HI-TECH C-компилятор для MSP430
- IAR С-компилятор для TI MSP430 фирмы IAR Systems
- Среда разработки Code::Blocks
- C-компилятор фирмы ImageCraft
- ForthInc Forth-компилятор
- MPE Forth-компилятор Архивная копия от 20 февраля 2020 на Wayback Machine
- naken430asm — ассемблер, дизассемблер, симулятор для 430 серии, Windows, MacOS, Linux
- energia — форк arduino IDE, позволяющие программировать в стиле arduino

### Эмуляторы
- MSPSim — написанный на Java эмулятор MSP430

### Полезные ссылки
- Русский форум разработчиков электронной аппаратуры
- MSP430 Руководство пользователя
- Texas Instruments Embedded Processors Wiki